# Gerbille du Niger
Gerbillus nigeriae
Espèce
Synonymes
- Gerbillus dalloni Heim de Balsac, 1936

Statut de conservation UICN

 LC  : Préoccupation mineure
La Gerbille du Niger (Gerbillus nigeriae ou Gerbillus (Gerbillus) nigeriae) est une espèce qui fait partie des rongeurs. C'est une gerbille de la famille des Muridés que l'on rencontre dans l'extrême ouest de l'Afrique.
Synonyme : Gerbillus dalloni Heim de Balsac, 1936